# Steve Jones (músic)
Stephen Philip Jones (nascut 3 setembre 1955) és un guitarrista de rock anglès, cantant i actor, més conegut com a guitarrista amb el Sex Pistols. Després de la ruptura Sex Pistols va formar The Professionals amb l'anterior company de banda Paul Cook. També va editar dos àlbums sol, va treballar amb músics de l'alçada de Johnny Thunders, Iggy Pop, Bob Dylan i Thin Lizzy. El 1995, va formar supergrup de vida breu Neurotic Outsiders amb membres de Guns N' Roses i Duran Duran. Jones fou inclòs dins la llista de Rolling Stone dels "100 Guitarristes més Grans de tots els temps".

## Vida primerenca
Jones va néixer a Sepherd's Bush, Londres, on va criar-se i créixer amb la seva mare jove, que treballava de perruquera, i els seus avis. Llavors es va mudar a Benbow Road en el mateix Shepherd's Bush. Era fill únic i el seu pare, Don Jarvis, boxejador amateur, va deixar-lo quan tenia dos anys. Amb 14 acusacions penals passar un any en un centre de reclusió, que va dir que era més agradable que estar a casa. Jones també ha dit que Sex Pistols li va salvar d'una vida de delicte. Les seves influències primerenques eren Iggy & els Stooges, New York Dolls, Small Faces, i icones de Glam rock com Roxy Music i David Bowie.

## Carrera

### 1970s
Jones va fundar, amb el bateria Paul Cook i el guitarra Wally Nightingale, en el primerencs anys setanta, un banda que primer s'anomena The Strand (emulant el títol d'una cançó de Roxy Music) i després van canviar el nom per The Swankers. L'any 1975, i quan ja havien incorporat el baixista Glen Matlock al grup, i a instancies del nou mànager del grup, Malcolm McLaren, van canviar al nom a Sex Pistols. Poc després Jones va passar de ser el cantant a tocar la guitarra, expulsant a Nightingale del grup, i van fitxar a John Lydon com a cantant.
Jones és un guitarrista autodidacte amb guitarres elèctriques Gibson Les Paul en els seus anys primerencs. Sembla que només havia estat tocant tres mesos abans del seu primer concert de Sex Pistols i ha dit que practicar sota la influència de les "black beauties" (estimulants) li va ajudar a centrar-se bé a aprendre l'instrument.
La seva guitarra habitual era una Gibson Les Paul Costum color crema que el seu mànager Malcolm McLaren havia adquirit (de fet, confiscat com a pagament pels seus serveis com a mànager) de Sylvain Sylvain de les New York Dolls. Segons Filth and the Fury, també havia robat l'equip d'un camió estacionat darrere de l'Hammersmith Odeon, on David Bowie estava tocant, quan ell i els seus companys de Sex Pistols simularen ser membres del personal, robant amplificadors i altres equips.
Bill Price, enginyer de Never Mind the Bollocks, Here's the Sex Pistols, va qualificar Jones com un dels guitarristes més problemàtics amb els que ha treballat per la seva despreocupació i informalitat tocant a l'estudi. Price l'havia descrit tocant amb molt poc sosteniment (argot musical sustain) i eco, per la qual cosa va caldre sobregravacions de pista per ocultar els defectes.
A causa de la incapacitat de Sid Vicious de realitzar un nivell satisfactori en l'estudi, Jones també va tocar les parts de la guitarra baixa a Never Mind the Bollocks, a excepció d"Anarchy in the UK", interpretada per Glen Matlock al baix quan encara era a la banda.
Actualment, Jones també utilitza les guitarres dobles de Hamer Sunburst i prefereix el White Les Paul Custom com la seva guitarra principal, tal com s'indica en el vídeo de Guitar Hero 3: Legends of Rock Sex Pistols.
Jones era conegut entre els fans pel seu "mocador al cap", i el seu pentinat. Quan els Sex Pistols van ser entrevistats per Bill Grundy en el xou Today de l'1 de desembre de 1976, Jones obertament va malparlar ofensivament a Grundy després de ser burxat pels comentaris del locutor, causant molta controvèrsia i elevant el perfil de la banda .
Després de la separació de Sex Pistols dins 1978, Jones i el bateria Paul Cook co-fundaren The Professionals. Van treure quatre singles, va enregistrar un LP autotitulat que fou arxivat fins que es llançà el 1990. Van alliberar I didn't see it coming en novembre de 1981. La gira americana de la banda per promoure l'àlbum va ser tallada ben d'hora quan Paul Cook i els membres de banda, Paul Myers, i Ray McVeigh van resultar ferits en un accident de cotxe. Mentre The Professionals van retornar a Amèrica en la primavera de 1982 els problemes amb les drogues d'en Jones (i Myers) van enfosquir les perspectives de la banda. Van declinar una oferta per ser teloners de The Clash en una gira, i van desfer el grup.

### 1980s
Jones també va ser membre de Checkered Past (dirigit per Michael Des Barres) de 1982 a 1985. Van llançar un àlbum homònim l'any 1984. Jones va interpretar juntament al company de Sex Pistols Paul Cook en l'àlbum solista de Johnny Thunders So Alone. Siouxsie i els Banshees van pensar durant un temps a involucrar a Jones després de la sortida de dos dels seus membres originals. Els assajos van tenir lloc a principis de 1980, i Jones va gravar les guitarres en tres cançons de l'àlbum Kaleidoscope. L'experiència no va ser més enllà d'una simple sessió d'enregistrament.
Jones també tocà amb Thin Lizzy, Billy Ídol, Joan Jett, Kraut, Adam Ant, Bob Dylan, Iggy Pop, Andy Taylor, The Dano Jones Band, Megadeth, Neurotic Outsiders, i va fer una carrera sol en els vuitanta i començaments dels noranta. La seva cançó "Mercy", de l'àlbum del mateix nom, va ser usada en un episodi de Miami Vice anomenat "Stone's War" i va ser presentat en l'àlbum de banda sonora Miami Vice II i en la pel·lícula Homeboy (1988). "Pleasure and Pain" també de l'àlbum Mercy, va ser inclòs en la pel·lícula de 1986 Sid and Nancy. El 1989, va publicar el seu segon àlbum en solitari, titulat Fire and Gasoline, que incloïa a Jones en la guitarra i les veus, Terry Nails al baix i el bateria Mickey Curry. Jones va ser una estrella convidada en un episodi de la 'sitcom' de televisió Roseanne. Anteriorment havia de detectiu privat en The Great Rock 'n' Roll Swindle, i va tenir un paper en la pel·lícula de 1981, Ladies and Gentlemen, The Fabulous Stains.

### 1990s
El 1992 es va registrar un projecte anomenat Fantasy 7 (conegut com a F7), i es manté oficialment inèdit. Van recórrer Los Angeles amb concerts i alguns espectacles a Amèrica del Sud amb el cantant Mark McCoy convidat. El 1995, Jones va tocar la guitarra en l'àlbum homònim del grup P i únic llançat per la banda. El grup P que va comptar també amb Gibby Haynes dels Butthole Surfers i l'actor Johnny Depp.
El 1996, Jones es va formar Neurotic Outsiders, que es va presentar a la guitarra i les veus, els antics integrants de Guns N 'Roses, Duff McKagan i Matt Sorum amb la guitarra rítmica i la bateria, i John Taylor de Duran Duran, al baix. Van llançar un àlbum homònim l'any 1996. "Jo l'anomeno Uncle Steve", va comentar Amanda Rootes de Fluffy, que va fer d'intèrpret de suport als Outsiders en gira. "Tinc oncles com ell, els tipus que formen bandes de nois durs de l'East End."
També el 1996, es va dedicar a gravar les pistes de guitarres del The Great Milenko, un àlbum del duet Insane Clown Posse. Jones va produir sengles àlbums de debut titulats com els propis grups amb base a Los Angeles: Buckcherry i American Pearl, lliurats durant 1999 i 2000.

### 2000s
Va participar en els concerts de reunió de Sex Pistols i actualment resideix a Los Angeles. Des d'aleshores ha participat en el treball de la sessió, tocant la guitarra a l'àlbum de Lisa Marie Presley de l'any 2005, Now What. Jones va tocar la guitarra principal en dues pistes. "Here Today, Gone Tomorrow", que es va enregistrar originalment per a l'àlbum d'homenatge a Ramones We're a Happy Family, però només va aparèixer com una pista oculta en Now What.
Els Sex Pistols, incloent Jones, van tocar un concert per al 30è aniversari de Never Mind the Bollocks. Here's the Sex Pistols a Brixton Academy el 8 de novembre de 2007. A causa de la demanda popular, es van anunciar dos nous concerts els dies 9 de novembre i 10 de novembre. Aquesta demanda va donar lloc a la publicació de dos nous concerts, que en van fer cinc en total. Un altre concert a Brixton el 12 de novembre va ser seguit per un en el MEN Arena de Manchester el 17 de novembre. El Glasgow S.E.C.C va completar el tour el 18 de novembre. El 2008, va tocar la guitarra en quatre cançons de l'àlbum de David Byrne que feu amb Brian Eno, Everything that happens will happen today.
Jones en aquella època va jugar amb Hollywood United F.C., un equip d'aficionats de soccer americà ubicat a Los Angeles, format principalment de celebritats i antics futbolistes professionals. Durant 2008, Sex Pistols va aparèixer a l'Isle of Wight Festival com el principal acte en la nit de dissabte, al Peace & Love Festival de Suècia, i al Live at Loch Lomond Festival d'Escòcia. Jones va fer una aparició cameo en el capítol final de la segona temporada de Portlandia, titulat "Brunch People", el qual s'emeté el 9 de març de 2012.

### 2010s
Al maig de 2012, Jones va aparèixer a The Late Late Show amb Craig Ferguson en un esbós interpretant-se a ell mateix com a company d'habitació del príncep Carles (interpretat per Craig Ferguson), així mateix va tocar la guitarra en una versió del Ninian Hawick's Scottish Rite Temple Stomp en una freda obertura d'una setmana d'espectacles a Escòcia. Més tard va aparèixer en l'últim espectacle de Ferguson al desembre de 2014, tocant la guitarra durant una interpretació de "Bang Your Drum" de Dead Man Fall.
Jones es va classificar en el lloc 97 en la llista de Rolling Stone dels "100 millors guitarristes de tots els temps". Després d'aparèixer com a convidat al programa de televisió Brand X de Russell Brand amb Russell Brand el 2013, Jones ha assumit els deures de la banda de casa en aquest programa. Actua solista a la guitarra elèctrica. En 2013 i 2014, Jones va aparèixer com al personatge recurrent "Krull" durant la sisena i setena temporades de la sèrie de televisió Showtime Californication, interpretant el road manager del personatge Atticus Fetch interpretat per Tim Minchin.

## Equipament
Mentre formà part de Sex Pistols Jones majoritàriament va tocar dues guitarres Gibson Les Paul Custom (GLPC), una Gibson Les Paul Costum negra 1954 i una altra GLPC més famosa de 1974 (amb imatges molt populars de noies dels anys 50) que anteriorment pertangut a Sylvain Sylvain de New York Dolls. A finals dels anys 90, la marca Burny de guitarres li oferí a Jones guitarres basades en Gibson Les Paul gratuïtes, corretges, pues i cables si tocava la seva guitarra. Van fer dos models per a ell que va utilitzar en el Tour Piss Off nord-americà (2002-2003). Al voltant de 2005 va tornar a usar Gibsons, però encara se l'ha vist interpretant Burny. El 2008, Gibson posà a la venda un model Les Paul "Steve Jones Signature Model" amb les característiques exactes de la seva Les Paul blanca personalitzada del 1974 .
Mentre Jones típicament des del 1980s reproduïa través d'amplificadors Marshall JCM 800 Stacks, va utilitzar un Silverface Fender Twin Reverb (segons es diu robat a en Bob Marley al Hammersmith Apollo) amb micròfons Gauss per enregistrar Never Mind The Bollocks. També va utilitzar amplificadors 'Music Man' i una Fender Super Reverb durant la gira pels EUA de 1978.

## Jonesy's Jukebox
Al febrer de 2004, Jones va començar a protagonitzar un programa de ràdio diari a Los Angeles, anomenat Jonesy's Jukebox, en l'Indie 103.1 FM, on podia fer el que volgués (dins de les regles de la FCC), sense cap directriu des de la gestió de l'estació radiofònica. Jones va barrejar una eclèctica llista de reproducció amb entrevistes divertides i sovint humorístiques de convidats de la indústria de l'entreteniment. Va guardar una guitarra acústica a l'estudi i sovint tocava cançons de reflexió sobre els temes diaris de discussió. Els convidats notables van incloure Eddie Vedder, Chrissie Hynde, Johnny Ramone, Billy Corgan, Susanna Hoffs, Leif Garrett, Brian Wilson, Pete Townshend, Iggy Pop, Josh Homme, Robert Plant, Gary Oldman i el cantant de Sex Pistols Johnny Rotten.
L'última emissió de Jonesy's Jukebox en Indie 103.1 va ser el 14 de gener de 2009; Indie 103.1 va deixar d'existir i emetre com a emissora de ràdio el 15 de gener de 2009. Al novembre de 2009 va assistir al programa 6Music de la BBC Radio amb cinc diumenges que es van titular A Month of Sundays amb Steve Jones, tocant una barreja de melodies des de la seva infància fins a l'actualitat. Al desembre de 2009, l'espectacle va ser ressuscitat en aquest cas a través de ràdio per Internet en IAmRogue.com, un lloc web dirigit pel productor Ryan Kavanaugh. Aquesta encarnació de l'espectacle va finalitzar a finals de març de 2010. Jones va ser inclòs a la programació de l'estació de ràdio KROQ a l'octubre de 2010 per continuarJukebox de Jonesy amb el seu segment. L'últim espectacle d'en Jones a KROQ va ser març de 2013.
Jonesk's Jukebox va tornar a la ràdio a finals de 2015 els divendres del migdia fins a les 14:00 a les 95.5 KLOS a Los Angeles. A partir de l'1 de gener de 2016, el programa es va ampliar a cinc dies de la setmana, de dilluns a divendres, en la mateixa franja horària. Amb convidats com ara Dave Grohl, Jerry Cantrell, Mike McCready, Anthony Kiedis, Jack Black, Paul Stanley, Ozzy Osbourne, Lenny Kravitz, Juliette Lewis i Ace Frehley.

## Discografia solitari
- Mercy (MCA, 1987)
- Fire and Gasoline (MCA, 1989)

## Filmografia Parcial
- The Great Rock 'n' Roll Swindle (1980)
- Punk and Its Aftershocks (1980)
- D.O.A. (1980)
- Ladies and Gentlemen, The Fabulous Stains (1981)
- Roseanne (1994) - 1 episodi
- Tracey Takes On... (1999) - 1 episodi
- Mascara (1999)
- Four Dogs Playing Poker (2000)
- The Filth and the Fury (2000)
- 25 Years of Punk (2001)Classic Albums: Sex Pistols - Never Mind the Bollocks, Here's the Sex Pistols
- (2002)
- Hooligans & Thugs: Soccer's Most Violent Fan Fights
- Punk: Attitude (2005)
- Played (2006)
- The Dog Problem (2006)
- Cutlass (2007)
- Amazing Journey: The Story of the Who (2008)
- Portlandia (2012)
- Californication Krull, Butler of Rock and Roll (2013)
- Saturday Night Live Viva (2013)